# Quai des Célestins (Paris)
Pour les articles homonymes, voir Quai des Célestins et Célestins (homonymie).
Ne doit pas être confondu avec Port des Célestins.
Le quai des Célestins est une voie située le long de la Seine, à Paris, dans le 4e arrondissement. 

## Situation et accès
Le quai des Célestins est un boulevard quasiment rectiligne d'environ 400 mètres qui longe la partie septentrionale de la Seine en la surplombant. Il est situé sur la rive droite du fleuve. Il est prolongé en amont par le quai Henri-IV et en aval par le quai de l'Hôtel-de-Ville. Une seule habitation se trouve du côté des numéros impairs : la maison des Célestins, bâtie sur le port des Célestins en contrebas et qui a une entrée au niveau du quai.
Le quai des Célestins est desservi à proximité par la ligne 7 aux stations Pont Marie et Sully - Morland.

## Origine du nom
Le quai porte son nom d'après le couvent des Célestins qui y était établi.

## Historique
En 1352, les Célestins y établirent un couvent qui est aujourd'hui remplacé par la caserne des Célestins de la Garde républicaine.
Le lundi 2 septembre 1613, sous Louis XIII, pour la fête de la Saint-Louis, le roi et la reine assistent depuis une tribune placée sur le quai des Célestins à une saynète guerrière et à un spectacle pyrotechnique sur l'île Louviers.
Il est cité sous le nom de « Le Trotoy où quay des Célestins » dans un manuscrit de 1636.
Le quai est refait et pavé en 1705.

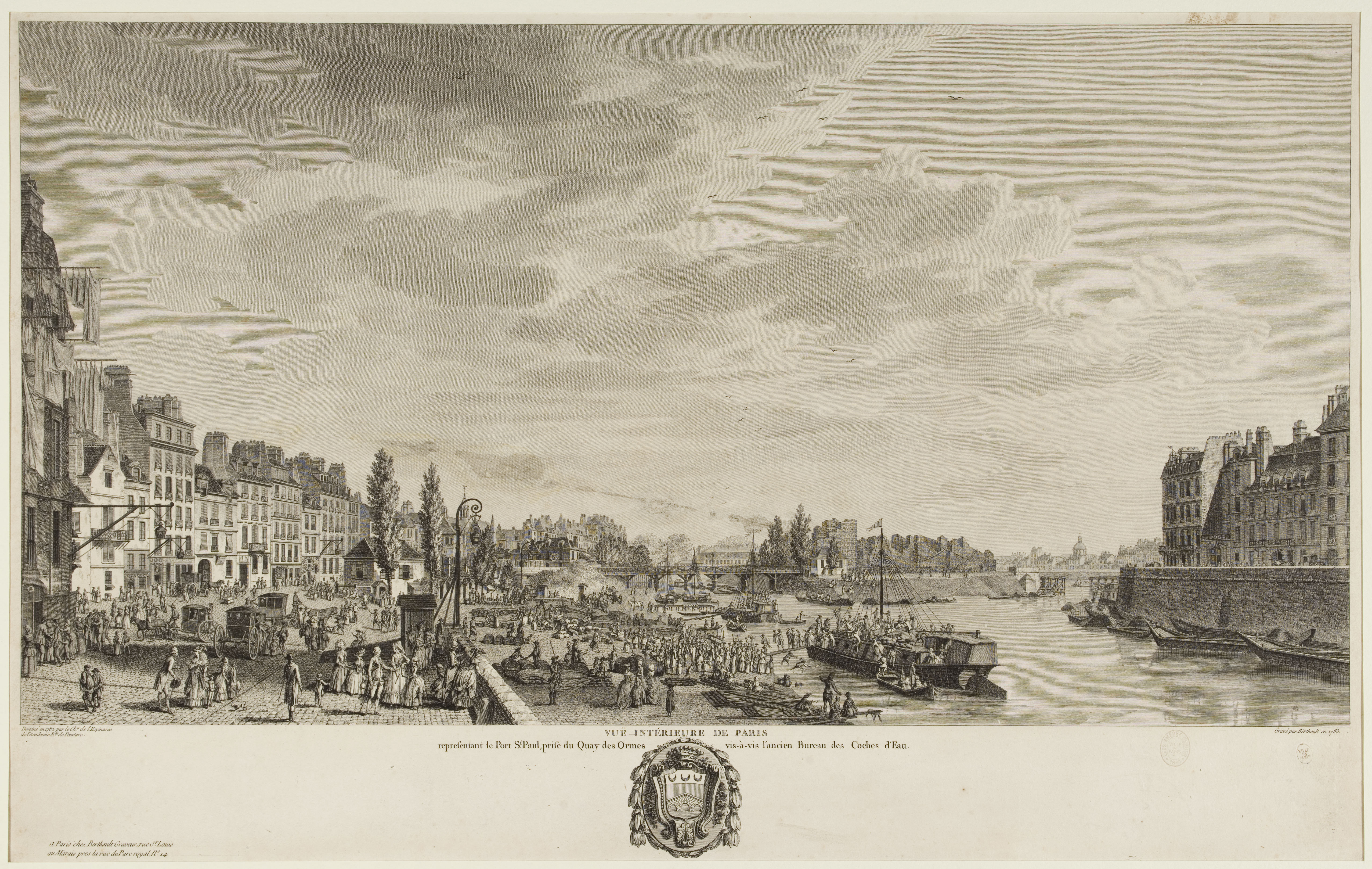
Quai des Célestins (à gauche) vu du quai de l'Hôtel de Ville, les pointes des îles Saint-Louis et la Cité, quai aux Fleurs, en 1788 (dessin de Louis-Nicolas de Lespinasse, gravure de Pierre-Gabriel Berthault).

À cet emplacement, se trouvait le port Saint-Paul, un ancien port de Paris, présent sur les plans de Paris de 1760 à 1771.

Ce port Saint-Paul, au bout de la rue Saint-Paul, est parfois indiqué quai Saint-Paul, ou quai et port Saint-Paul. On le retrouve cité chez Zola dans les Rougon-Macquart (Par exemple au baptême du fils de Napoléon III, Louis-Napoléon, prince impérial, le 14 juin 1856 dans Son Excellence Eugène Rougon, chapitre IV).
La principale entrée de l'hôtel Saint-Pol, aujourd'hui également disparu, se trouvait sur le quai des Célestins.

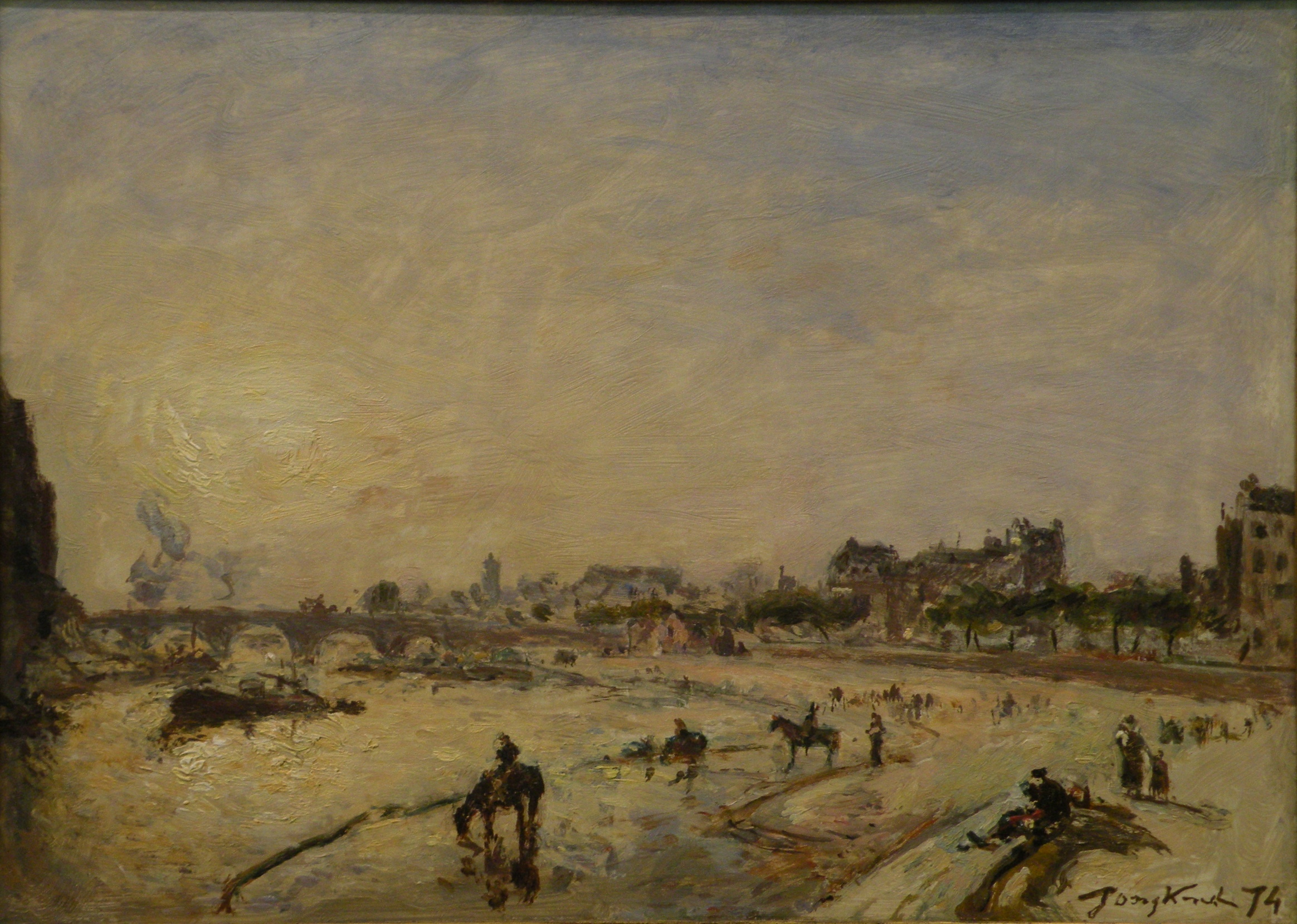
Paris, le pont Marie et le quai des Célestins Johan Barthold Jongkind, 1874 Musée d'art moderne André-Malraux, Le Havre.
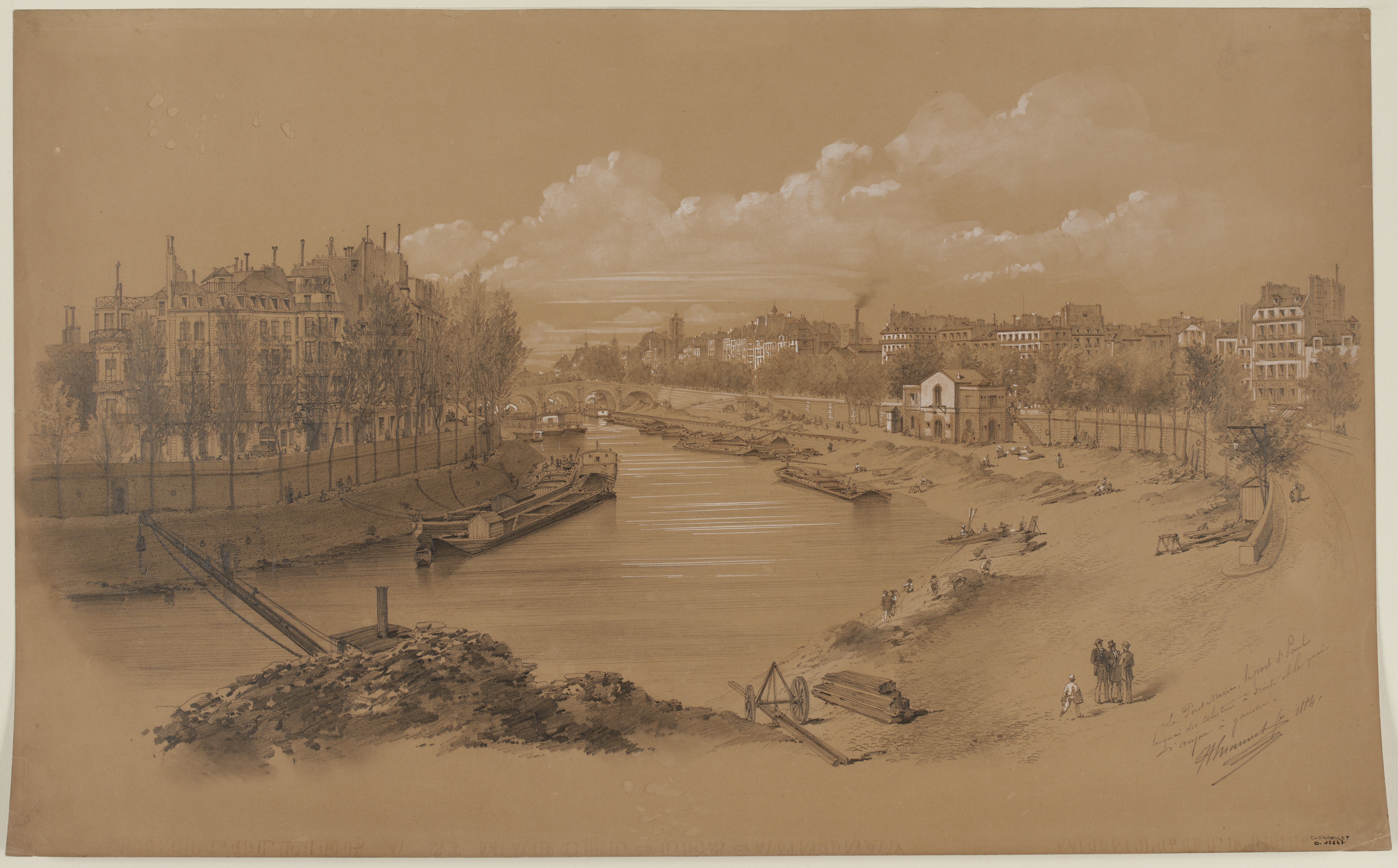
Le Pont Marie, le port St Paul le quai des Celestins à droite et le quai d'Anjou à gauche de Jules-Adolphe Chauvet (1884).
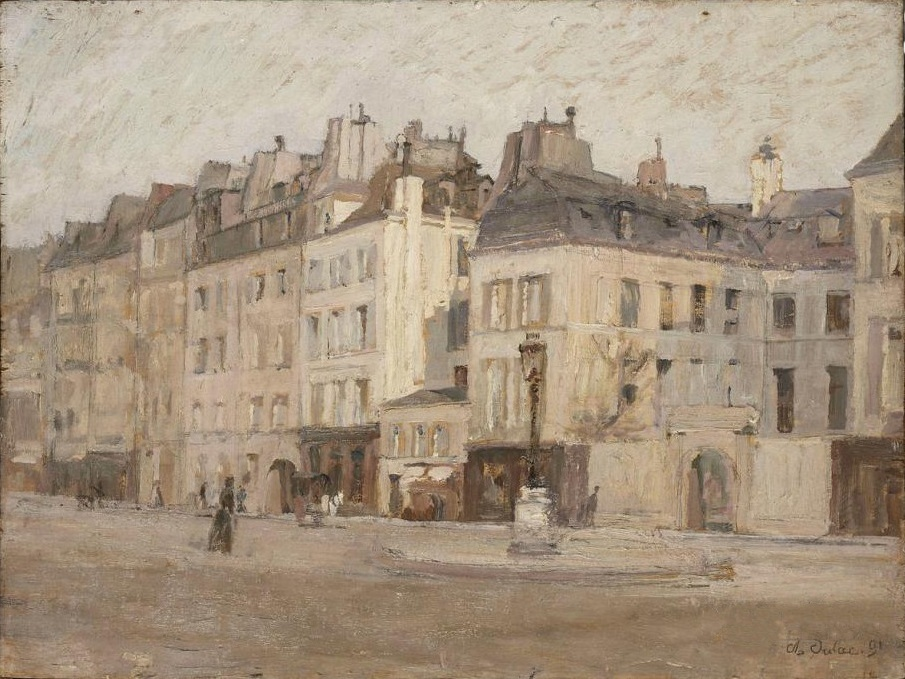
Quai des Célestins de Charles-Marie Dulac (musée d'Orsay, 1891).

## Bâtiments remarquables et lieux de mémoire
- Au niveau du boulevard Henri-IV se trouve le square Henri-Galli qui contient notamment des vestiges (déplacés) de l'une des huit tours de la prison de la Bastille.
- Au débouché au débouché des rues Saint-Paul et du Petit-Musc : emplacement de l'ancien port Saint-Paul.
- Nos 2 et 2 bis : hôtel Fieubet ou La Vallette.
- Nos 4 : Hôtel Nicolaï où mourut le sculpteur Antoine-Louis Barye[4].
- Nos 10 à 22 : emplacement de l'ancien hôtel de la Vieuville détruit en 1927 remplacé par un immeuble d'habitation.
- No 32 : panneau Histoire de Paris signalant l'emplacement de l'ancienne tour Barbeau détruite à la fin du XVIe siècle ou au tout début du XVIIe.
  - Emplacement du jeu de paume de « La Croix-Noire » où jouèrent Molière et la troupe de l’Illustre Théâtre, en 1645. Le dramaturge fut arrêté et conduit au Grand Châtelet pour une dette qu’il devait à son moucheur de chandelles[5].
- Durant l'été 2025, le bras Marie est l'un des sites de baignade aménagé par la mairie de Paris, un an après les Jeux olympiques[6].

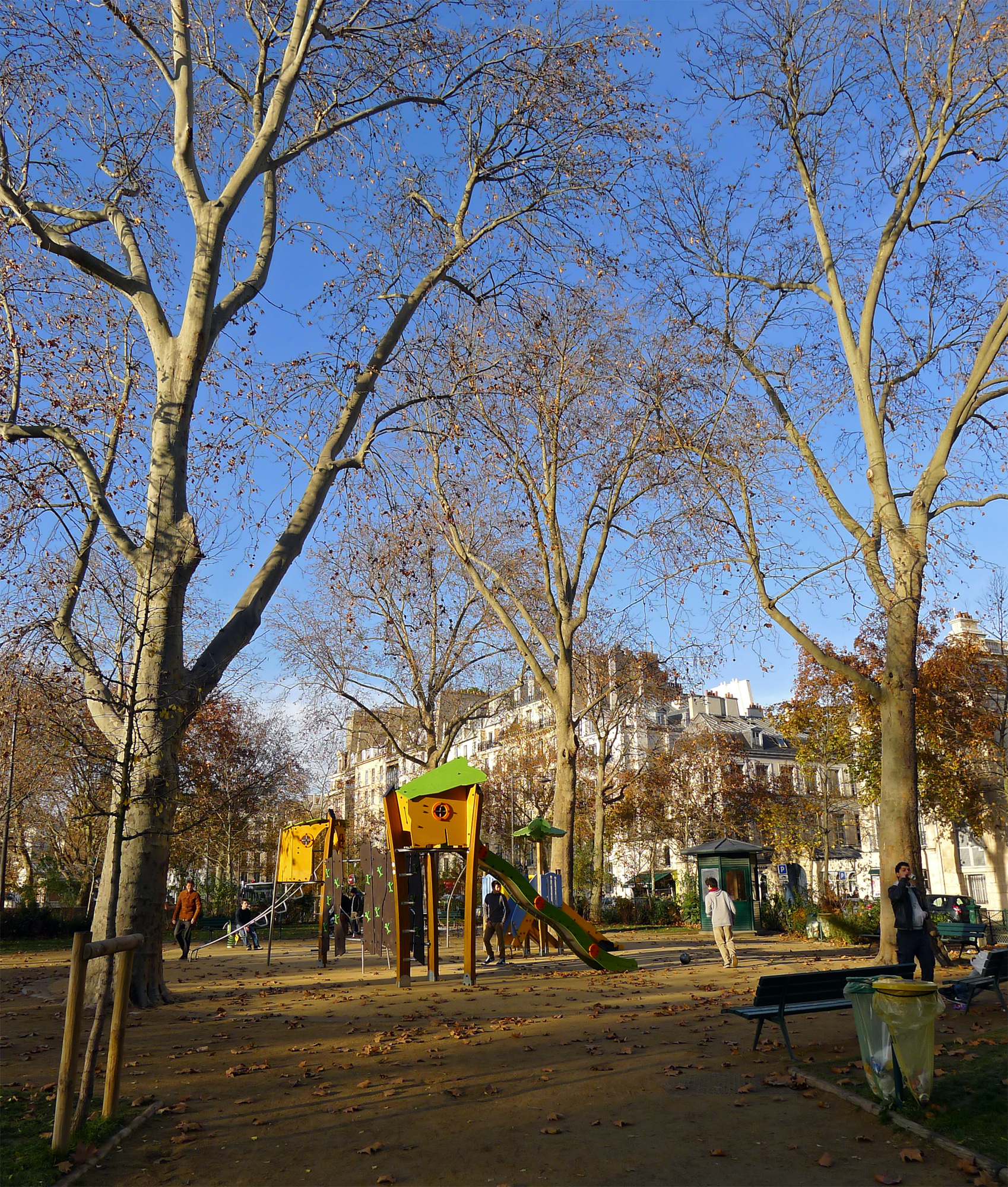
Square Henri-Galli.
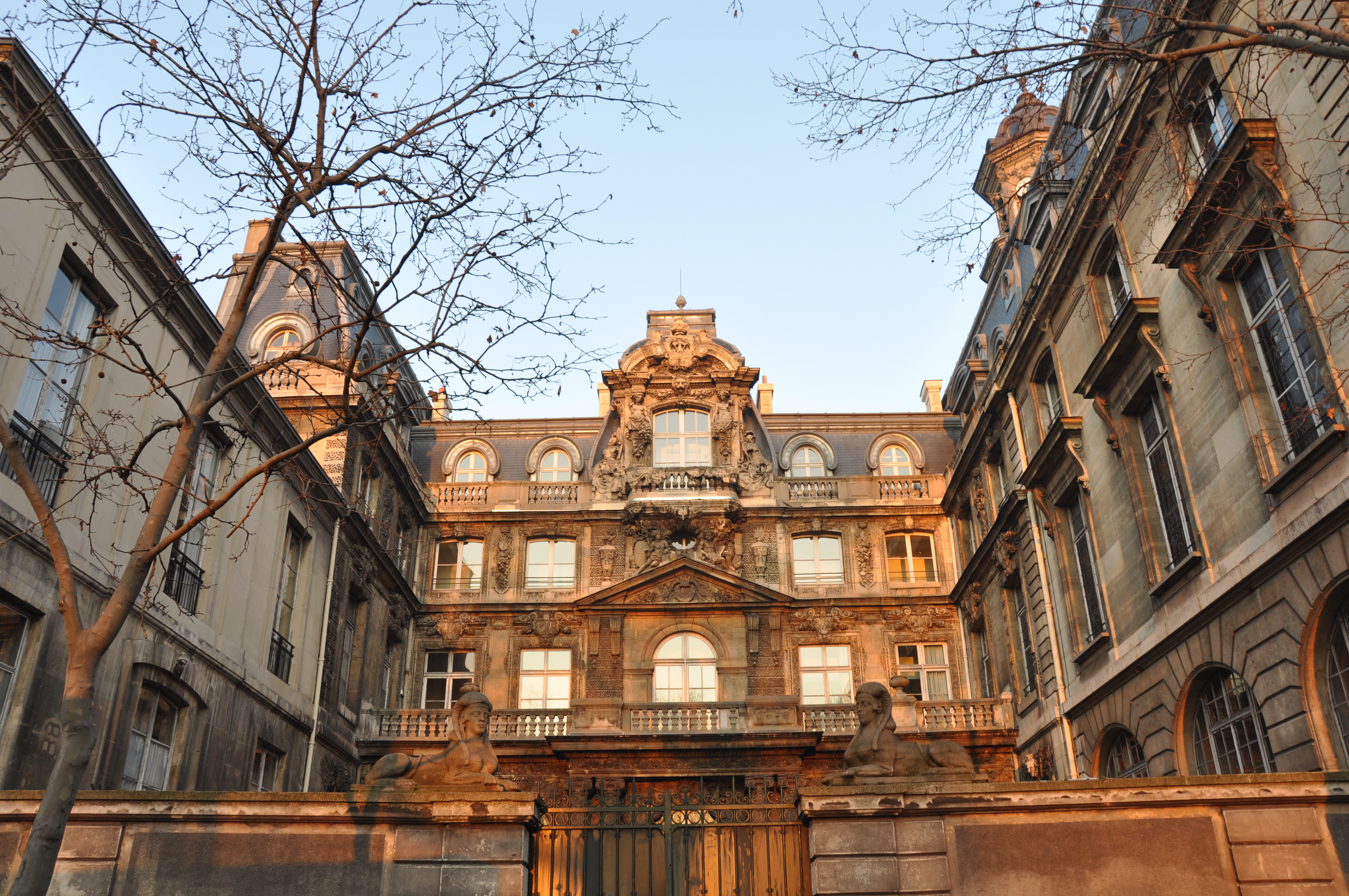
École Massillon (ancien hôtel Fieubet).
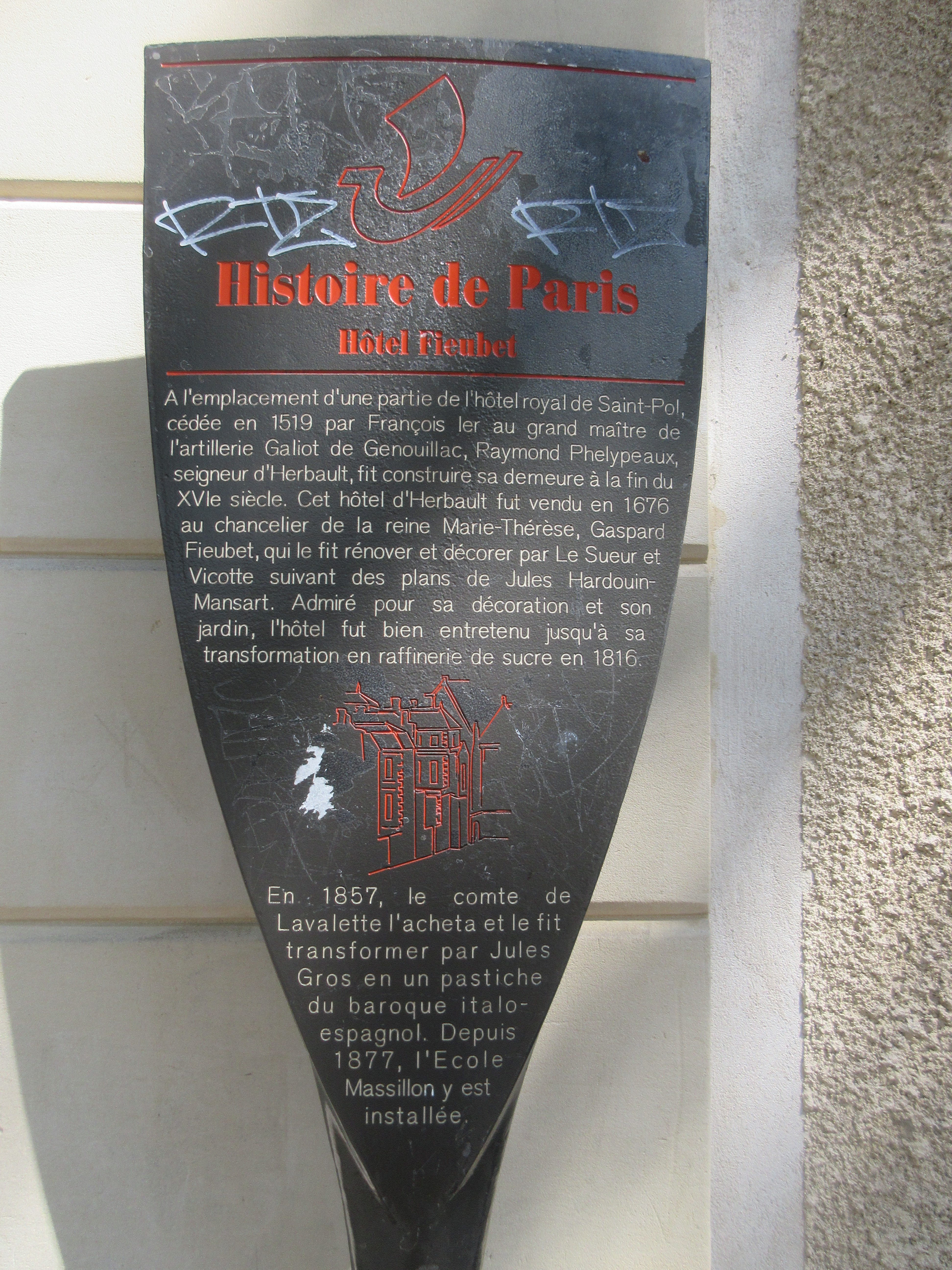
Panneau Histoire de Paris « Hôtel Fieubet »
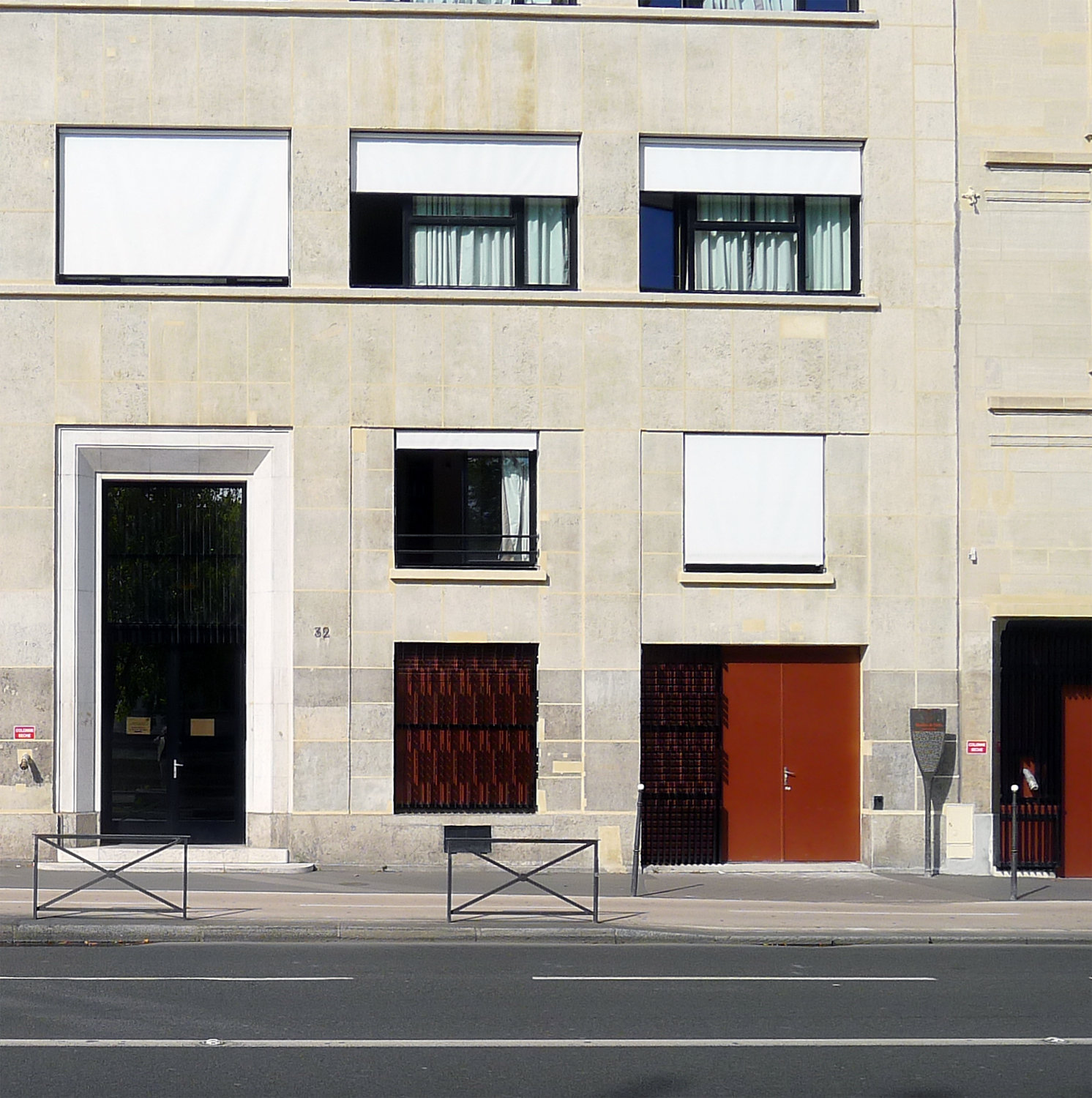
No 32 : emplacement de l'ancienne tour Barbeau.
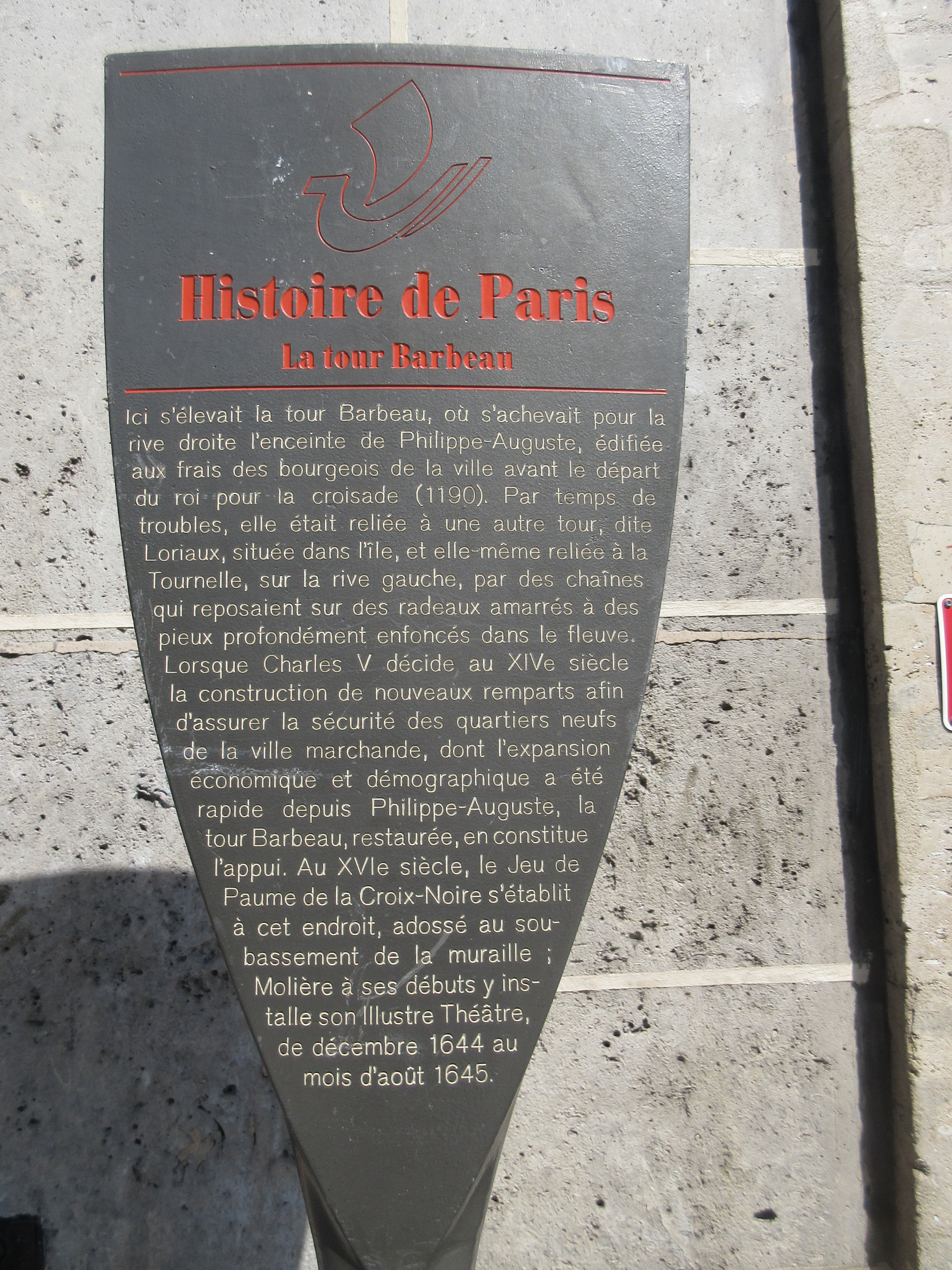
Panneau Histoire de Paris « La tour Barbeau »
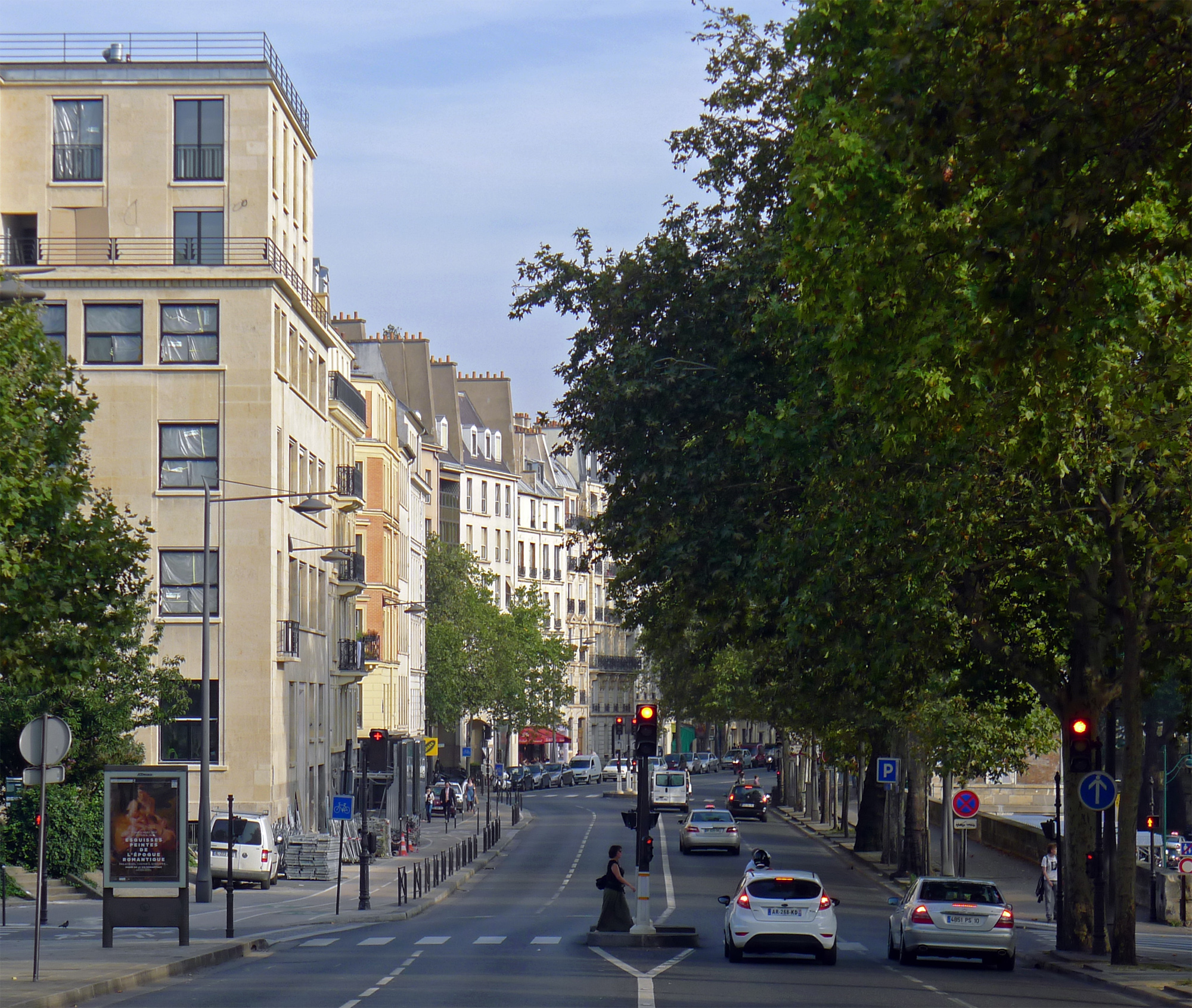
Quai des Célestins vu depuis le quai de l'Hôtel-de-Ville.
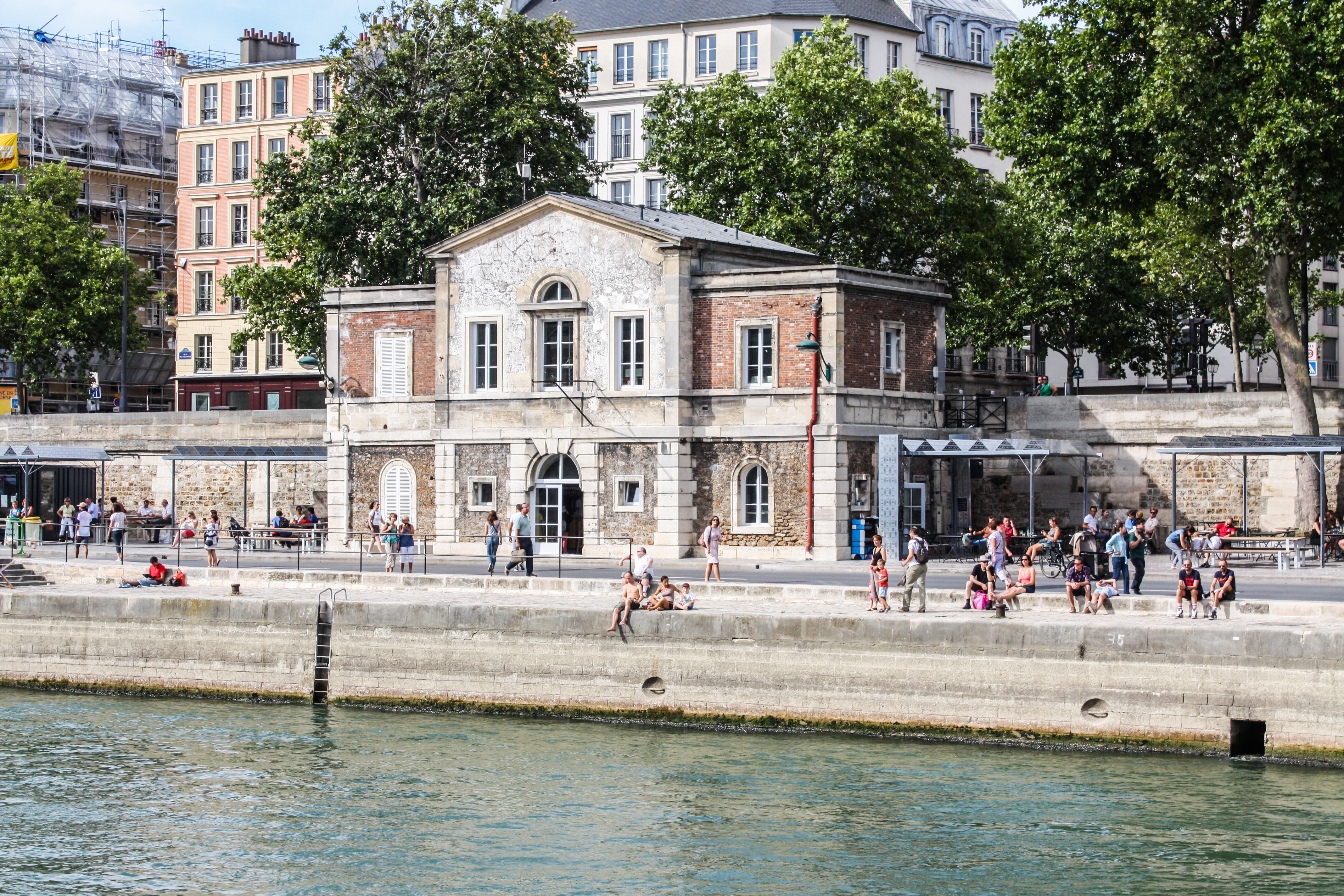
Maison des Célestins en contrebas du quai (sur le port des Célestins).
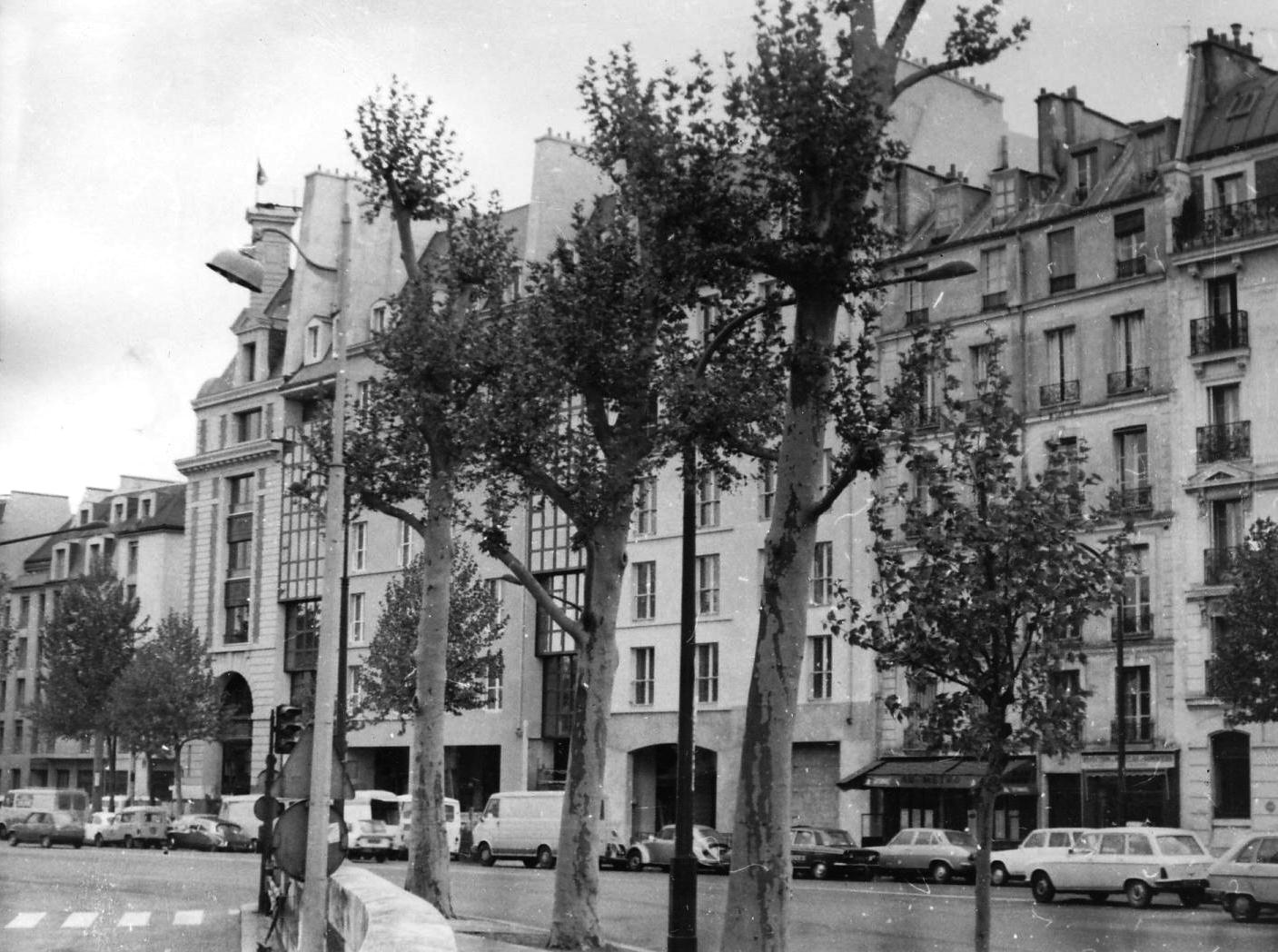
Quai des Célestins en 1981.